# Världsmästerskapen i hastighetsåkning på skridskor 1902
De tolfte världsmästerskapen i hastighetsåkning på skridskor för herrar anordnades i ’’Norra hamnen’’ i Helsingfors i  Finland 22 - 23 februari 1902. 11 tävlande från tre nationer deltog .

## Resultat
- - 500 meter
- 1 Rudolf Gundersen  Norge  – 47,0
- 2 Frans Wathén  Finland  – 49,6
- 3 Jussi Viinikainen  Finland  – 49,8

- - 1 500 meter
- 1 Rudolf Gundersen  Norge  – 2.34,4
- 2 Johan Schwartz  Norge  – 2.37,0
- 3 Toivo Tillander  Finland  – 2.39,0

- - 5 000 meter
- 1 Jussi Viinikainen  Finland  9.20,6
- 2 Johan Schwartz  Norge  – 9.21,4
- 3 Rudolf Gundersen  Norge  – 9.32,0

- - 10 000 meter
- 1 Jussi Viinikainen  Finland  – 19.09,4
- 2 Sigurd Mathisen  Norge  - 19.13,0
- 3 Johan Schwartz  Norge  – 19.35,8

- - Sammanlagt
- 1 Rudolf Gundersen  Norge
- 2 Jussi Viinikainen  Finland
- 3 Johan Schwartz  Norge

- - För att få titeln världsmästare krävdes enligt då gällande regler att man vunnit minst tre distanser. Eftersom ingen vunnit tre sträckor blev världsmästartiteln vakant.